# Ritratto di Maria Antonietta e i suoi figli
Ritratto di Maria Antonietta e i suoi figli è un dipinto ad olio su tela della pittrice francese Élisabeth Vigée Le Brun, realizzato nel 1787. Destinato originariamente a decorare il Salone di Marte, seconda sala del Grand appartement du roi, nella reggia di Versailles, è oggi conservato nell'antichambre du grand couvert, seconda sala del Grand appartement de la reine, destinata al tempo di Maria Antonietta ai pranzi ufficiali della famiglia reale.

## Storia e descrizione
Nel 1785 lo scandalo della collana aveva completamente distrutto la reputazione, già molto precaria, della regina di Francia Maria Antonietta, vista con disgusto dal suo popolo come la straniera che svuotava le casse dello Stato per capricci inimmaginabili. Per questo motivo la regina commissionò alla sua pittrice ufficiale, Élisabeth Vigée Le Brun, un ritratto di Stato che la rappresentasse per quello che era realmente: la devota madre dei suoi figli. Il dipinto fu ordinato nel 1785 dal conte d'Angiviller, sovrintendente alle arti, e l'esecuzione iniziò nel luglio del 1786, a pochi giorni dalla nascita della quarta ed ultima figlia della regina, Sofia. Madame Vigée Le Brun ritirò gli accessori e i vestiti dal guardaroba regale a luglio, e li riconsegnò un anno dopo a ritratto terminato.
Élisabeth Vigée Le Brun si ispirò nella composizione a Raffaello, inoltre chiese consiglio al collega David, che le disse di rifarsi alle Sacre Famiglie del tardo Rinascimento. Particolarmente studiato fu l'abbigliamento della regina: Maria Antonietta indossa un tipo di abito sobrio, che aveva iniziato ad adottare dopo lo scandalo della collana in sostituzione ai graziosi abiti di mussolina e ai cappelli di paglia, che le erano costati feroci critiche. Il regale abito in velluto rosso è contornato da un bordo di pelliccia nera, mentre il seno matronale è messo in risalto da un pizzo bianco. Gli stessi colori, simboli tradizionali della regalità, sono ripresi anche nel copricapo. Intenzionalmente, la regina non indossa una collana, mentre porta un paio di orecchini a goccia che preligeva particolarmente, perché mettevano in risalto il collo greco. Pur volendo mettere in evidenza la figura materna di Maria Antonietta, il ritratto non poteva esimersi dal mostrare anche la sua augusta posizione sociale: sul mobile in alto a destra si può intravedere la corona del re di Francia, mentre sul lato sinistro della composizione spicca la Galleria degli Specchi, cuore della monarchia francese.
La figlia primogenita, Maria Teresa Carlotta, si protende affettuosamente verso la madre, che tra le braccia tiene il paffuto Luigi Carlo. Il delfino di Francia, Luigi Giuseppe, indica la culla della sorellina. Quest'ultima, Sofia Elena Beatrice, doveva inizialmente essere presente nella composizione, ma morì di tubercolosi durante la realizzazione del dipinto, il 19 giugno 1787, a nemmeno un anno di vita. Madame Vigée Le Brun, già in ritardo con la consegna, dovette posticipare la presentazione del dipinto, per togliere la bambina.
Il ritratto fu molto lodato per l'ottima somiglianza, ma non ebbe il successo sperato. Avrebbe dovuto essere ufficialmente presentato all'Académie Royale ad agosto, ma si evitò di farlo perché l'impopolarità della regina era molto aumentata, e c'era il rischio di dimostrazioni. Al Salon rimase la cornice vuota, sulla quale qualcuno attaccò un bigliettino con la scritta «Guardate il Deficit!», in riferimento al nuovo soprannome dato alla regina, Madame Deficit. In seguito, il ritratto fu esposto nel Salon de Mars, a Versailles, dove rimase sino al 4 giugno 1789, data della morte del delfino. Maria Antonietta, che già aveva perduto la figlia due anni prima, non riusciva a trattenere le lacrime di fronte alla visione del primogenito morto, che ne indicava la culla vuota: piangeva ogni volta che vedeva questo quadro.

## Copie

### Austria

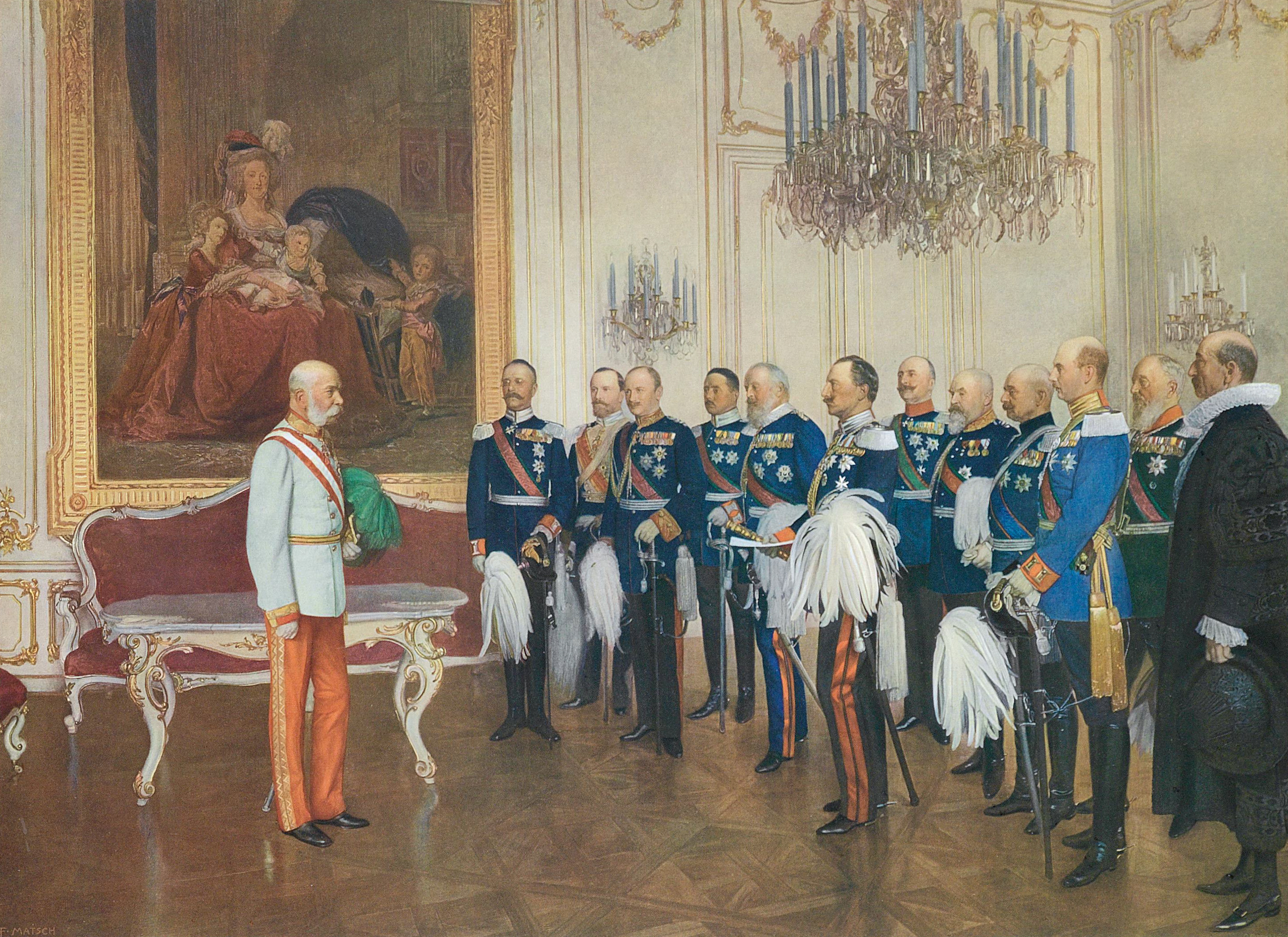
Dipinto di Franz von Matsch nel 1908.

Il 7 maggio del 1908, uniti dalla Triplice alleanza, l'imperatore tedesco Guglielmo II e i principi della Confederazione Tedesca (Federico Augusto III di Sassonia, Federico Augusto II di Oldenburg, Federico Francesco IV di Meclemburgo-Schwerin, Federico II di Anhalt, Federico II di Baden, Giorgio di Schaumburg-Lippe, Johann Heinrich Burchard (sindaco della città libera ed anseatica di Amburgo), Leopoldo IV di Lippe, Luitpold di Baviera, Guglielmo Ernesto di Sassonia-Weimar-Eisenach e Guglielmo II di Württemberg) fecero i loro migliori auguri a Francesco Giuseppe I, ormai anziano e provato da molti lutti familiari, per i sessant'anni del suo regno come imperatore d'Austria e re d'Ungheria. La visita avvenne nel castello di Schönbrunn, a Vienna.
Francesco Giuseppe ricevette l'imperatore germanico nel salotto della grande Maria Teresa. Questa sala era chiamata Sala di Maria Antonietta, per il grande arazzo che una volta la decorava. L'arazzo, realizzato dalla celebre manifattura dei Gobelins, era un regalo dell'imperatore Napoleone III e mostrava la regina di Francia e i suoi tre figli come erano stati ritratti da Élisabeth Vigée Le Brun nel 1787.
Un dipinto di Franz von Matsch, che ricorda l'evento del 1908 e mostra la sala con l'arazzo, si trova ora al Kunsthistorisches Museum di Vienna. La Sala di Maria Antonietta a Schönbrunn porta ancora il suo nome, anche se al posto del suo ritratto ad arazzo, ancora in possesso degli Asburgo, si trova un dipinto che raffigura Francesco Giuseppe da giovane.

### Russia

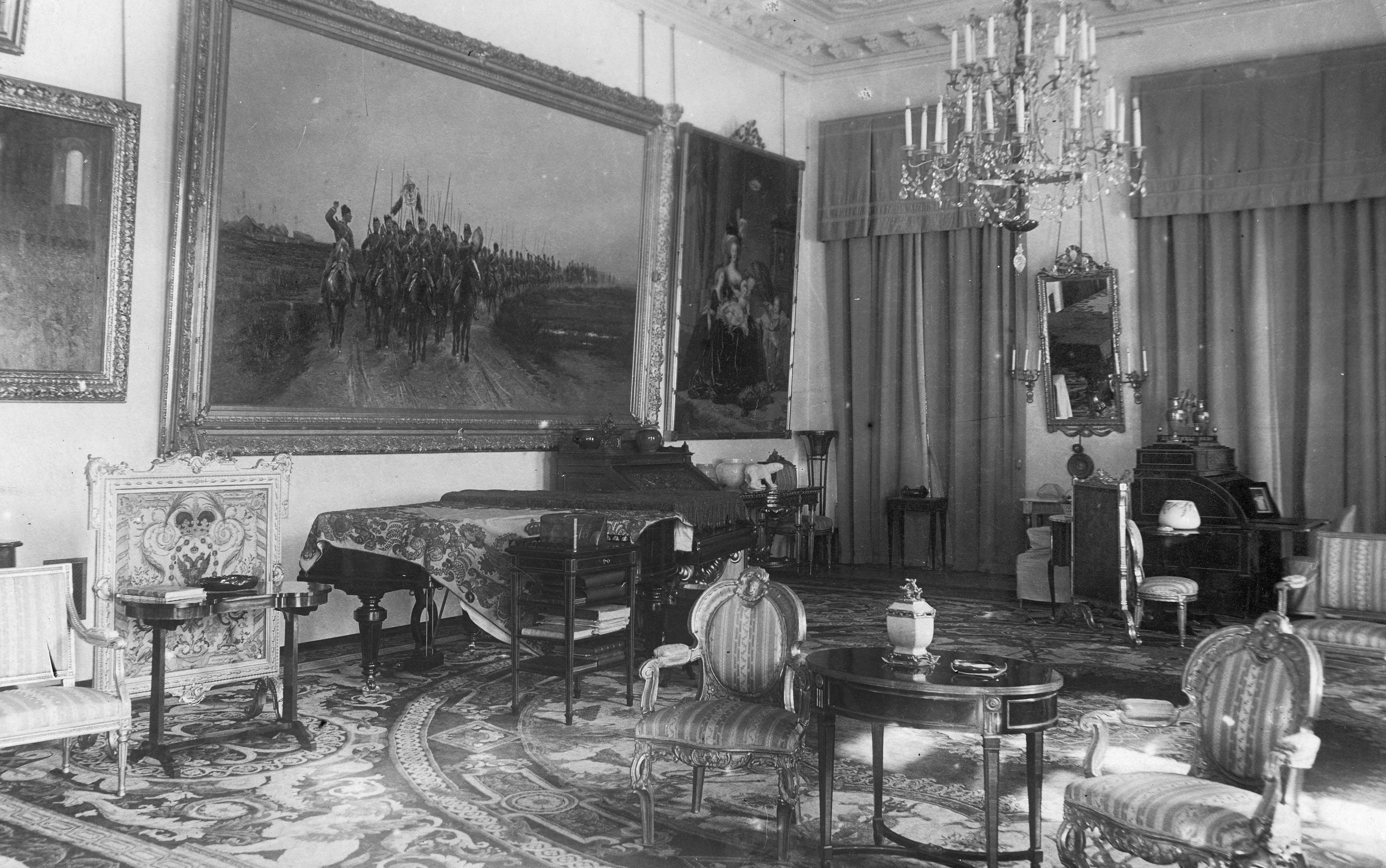
La sala da disegno della zarina Alessandra nel Palazzo di Alessandro in una foto antecedente alla rivoluzione russa. A destra, vicino alla finestra, si nota l'arazzo tratto dal dipinto di Madame Vigée Le Brun.

Un'altra copia ad arazzo, realizzata tra il 1897 e il 1899 sul medesimo cartone dalla manifattura dei Gobelins, fu regalata all'imperatrice di Russia Alessandra Fëdorovna, lontana parente di Maria Antonietta, dal presidente della Repubblica francese Émile Loubet, durante la sua visita di Stato del 1902.
Alcuni anni prima, nel 1896, lo zar Nicola II e sua moglie avevano visitato la Francia e la zarina, interessata alla figura di Maria Antonietta come un modello di sovrano assoluto fino alla morte, aveva apprezzato molto il fatto che le fosse stato concesso di dormire nella sua camera da letto al castello di Versailles. Gradì dunque particolarmente il dono dell'arazzo, che posizionò nel proprio salone da ricevimento, noto anche come stanza da disegno, al Palazzo di Alessandro, a Carskoe Selo, e alcuni anni più tardi, di fronte all'immagine di Maria Antonietta, fece apporre un suo proprio ritratto. Le piaceva paragonarsi a Caterina II, ma assomigliava in tutto e per tutto all'ultima regina della Francia ancien régime.
Il palazzo fu molto danneggiato durante i bombardamenti della seconda guerra mondiale e quindi parzialmente restaurato nel 1947-51 e concesso in uso alla Marina militare russa. Molti dei decori originali erano andati perduti, ma l'arazzo, rimosso prima della guerra, si era salvato e fu ricollocato nella propria sala d'origine nel 1997, quando il Palazzo di Alessandro fu aperto al pubblico come museo dedicato alla famiglia Romanov, a seguito di un restauro promosso dal World Monuments Fund.

## Altri dipinti di Vigée Le Brun sulla regina

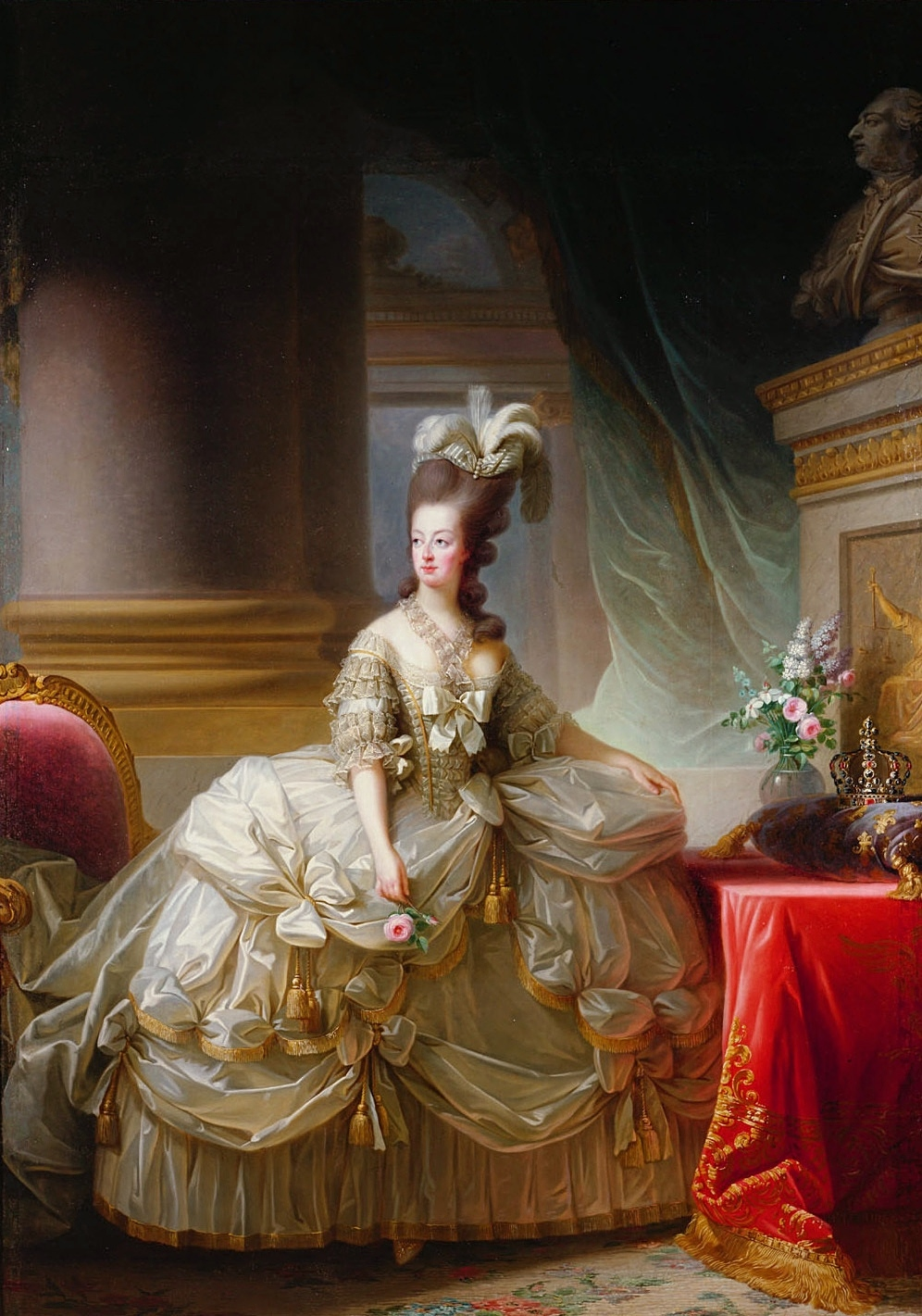
Maria Antonietta in gran abito di corte (1778)
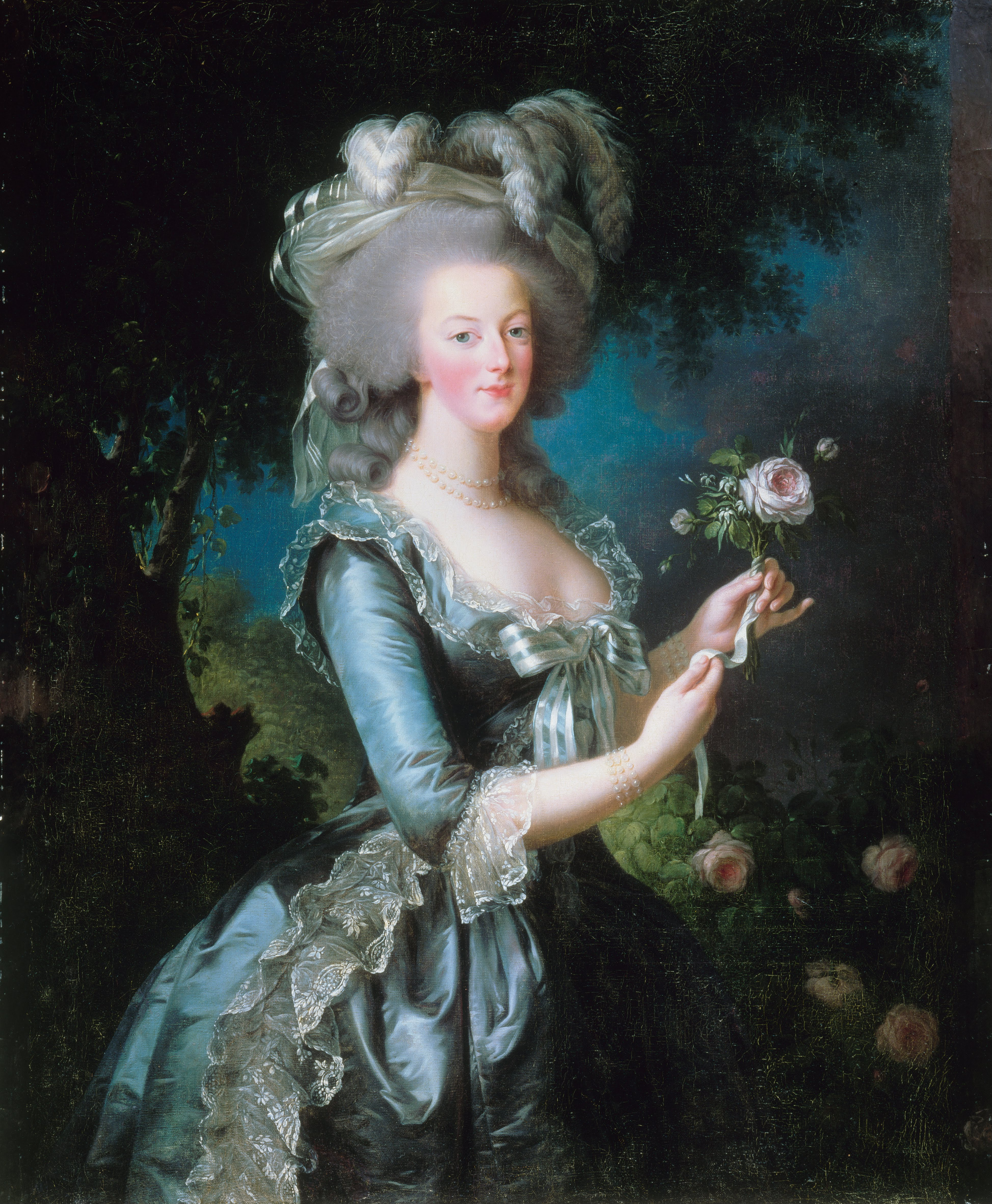
Maria Antonietta con la rosa (1783)
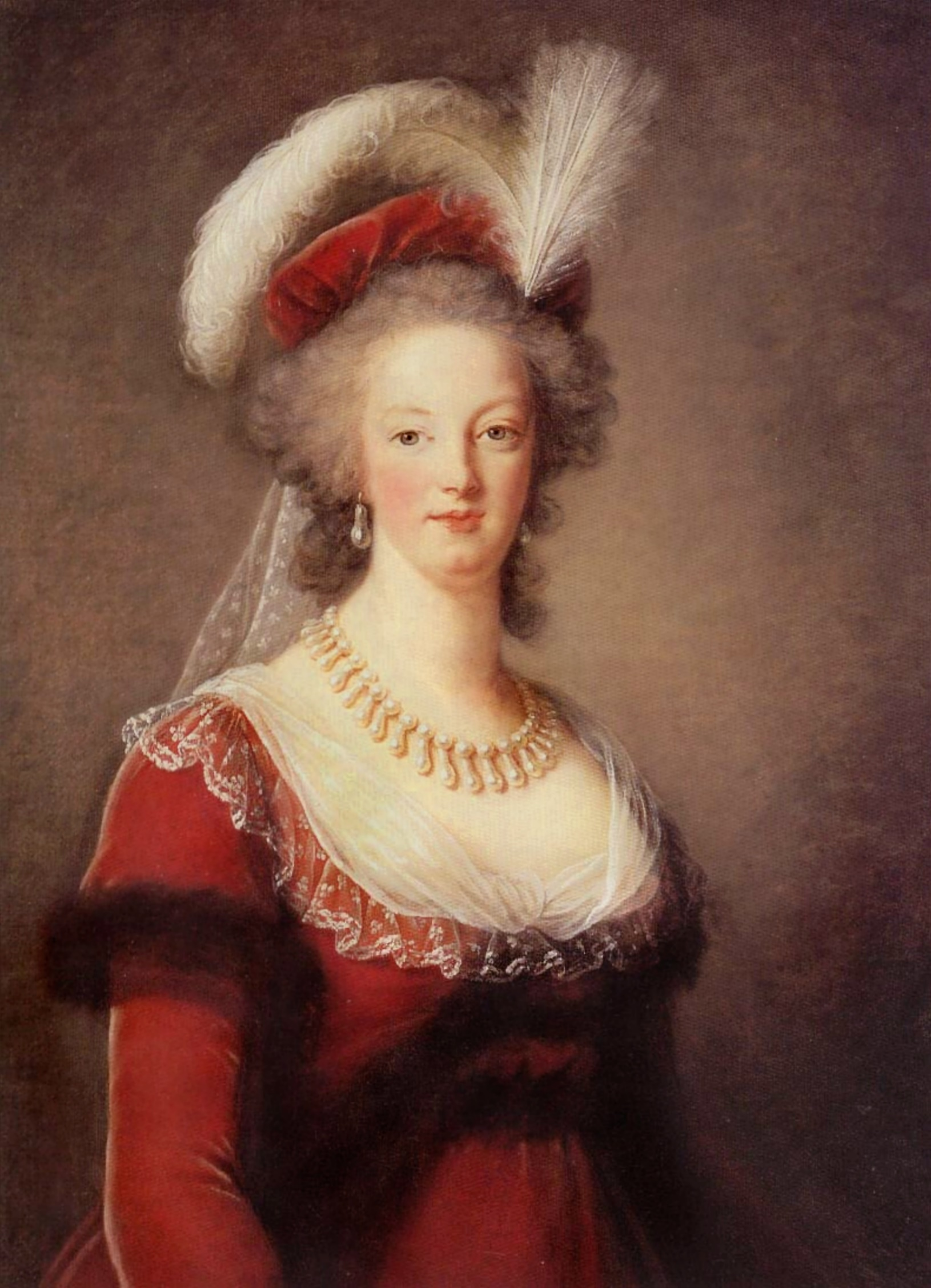
Maria Antonietta a mezzo busto (1786)
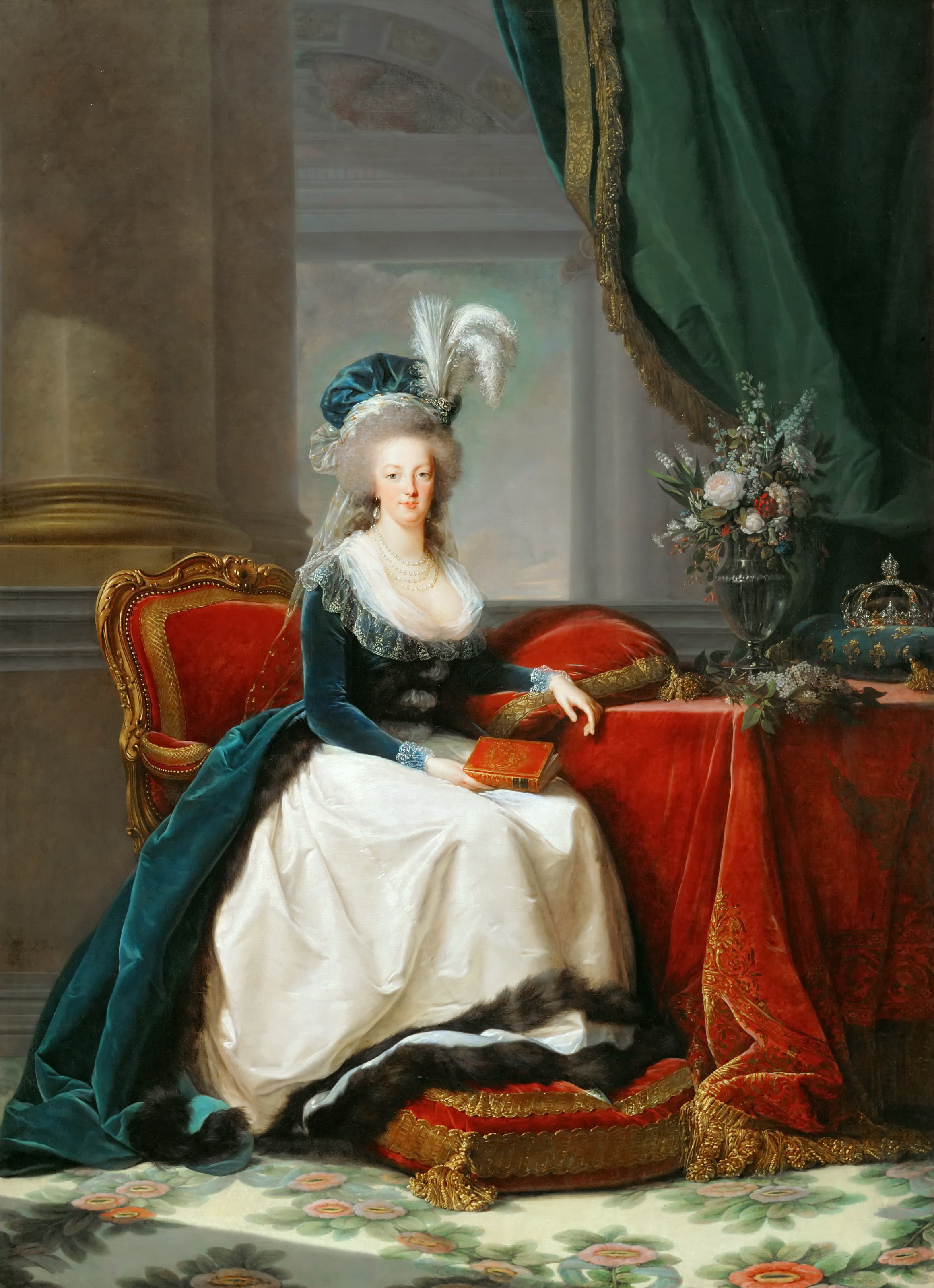
Maria Antonietta con un libro (1788)